# 紀元前316年
紀元前316年（きげんぜん316ねん）は、ローマ暦の年である。
当時は、「ルティルスとラエナスが共和政ローマ執政官に就任した年」として知られていた（もしくは、それほど使われてはいないが、ローマ建国紀元438年）。紀年法として西暦（キリスト紀元）がヨーロッパで広く普及した中世時代初期以降、この年は紀元前316年と表記されるのが一般的となった。

## 他の紀年法
- 干支 : 乙巳
- 日本
  - 皇紀345年
  - 孝安天皇77年
- 中国
  - 周 - 慎靚王5年
  - 秦 - 恵文王9年
  - 楚 - 懐王13年
  - 斉 - 宣王4年
  - 燕 - 燕王噲5年
  - 趙 - 武霊王10年
  - 魏 - 襄王3年
  - 韓 - 宣恵王17年
- 朝鮮
  - 檀紀2018年
- ベトナム :
- 仏滅紀元 : 229年
- ユダヤ暦 :

## できごと

### マケドニア帝国
- マケドニア王国の支配を巡ってカッサンドロス（アンティパトロス朝の開祖）と争っていたカルディアのエウメネスとアンティゴノス1世（アンティゴノス朝の開祖）が、メディア（イラン高原北西部）のスーサの北東方で会戦した（ガビエネの戦い）。アンティゴノスは、バビロンのサトラップ（太守）セレウコスと、メディアの太守ペイトンの支援を受けてエウメネスを破った。しかし、勝敗は決定的なものではなかった。ところがそこで、エウメネス勢の兵士たちの一部が勝手な動きをした。兵士たちの妻子たちの多くや、40年近く続けられた戦争の中で蓄積されてきた彼らの戦利品を運んでいた輜重隊が、アンティゴノス側の手に落ちたことを知った兵士たちが、妻子や戦利品の返還を求めて密かにアンティゴノスと交渉をしたのである。兵士たちはエウメネスや彼の配下の指揮官たちを、荷物や家族と交換にアンティゴノスに引き渡した。エウメネスは1週間囚われた末にアンティゴノスによって処刑された。

### ギリシア
- カッサンドロスがペロポネソス半島から戻り、マケドニア王国の摂政ポリュペルコンと戦ってこれを破った。カッサンドロスは、亡くなったアレクサンドロス3世（大王）の母であるオリュンピアスをピュドナ (Pydna) に追いつめて降伏させた。カッサンドロスは、大王の未亡人ロクサネとその息子アレクサンドロス4世を人質とした。
- カッサンドロスはオリュンピアスに死刑を宣告したが、兵士たちは命令を執行することを拒んだ。オリュンピアスは、最後には、自らの命令で処刑された者の親族たちによって殺された。
- カッサンドロスは、大王の異母妹テッサロニカと結婚した。カッサンドロスは、大王の未亡人ロクサネとその息子アレクサンドロス4世をトラキアのアンフィポリスに幽閉し、二度と生きて世に出すことはなかった。
- かつて大王が破壊したテーバイの再建にカッサンドロスが着手し、アテナイの市民たちからも支援がなされた。

### シチリア
- シュラクサイ（シラクサ）の新しい僭主アガトクレスが、シチリア島のほぼ全域に支配を広げた。

### 共和政ローマ
- ローマ人たちは、アプーリアの獲得を目指し、ルケリアの町をサムニウム人から奪還すべく、軍隊を送り出した。しかし、ラウトゥラエの戦いでローマ軍は完敗を喫し、サムニウム勢がローマから32キロメートルほどのところまで迫ってきた。

### 中国
- 秦は司馬錯の意見を容れて、蜀を攻撃して併呑した。蜀王を侯に落とし、陳壮を蜀の相として送り込んだ。
- 燕王噲が老い、国政は宰相の子之が決裁するようになった。

## 誕生
- アルシノエ2世 - トラキアの女王、後に弟であり夫ともなったプトレマイオス2世とともにエジプトを共同統治した。（紀元前270年没）

## 死去
- オリュンピアス - エピロス (Epirote) の王女、マケドニア王ピリッポス2世の妻、アレクサンドロス3世（大王）の母。（紀元前376年ころ生）
- カルディアのエウメネス - ギリシアの将軍、ディアドコイ。（紀元前362年ころ生）
- 孫臏 - 中国の斉の兵家、将軍。